# Software di base
Il software di base è la parte del software più vicina all'hardware della macchina.
Il software di base si divide in tre categorie principali:
- sistemi operativi;
- compilatori e interpreti;
- librerie.

### Sistemi operativi
- Sistema operativo per dispositivi mobili
- Storia dei sistemi operativi
- Cronologia dei sistemi operativi
- Lista di sistemi operativi

### Compilatori e interpreti
- Copy propagation
- Cross compiler
- Preprocessing
- Preprocessore
- Linker aaa
- Parallelizzazione automatica
- Linguaggio di programmazione
- Compilazione

### Librerie
- Dynamic-link library
- Libreria standard del C
- Libreria standard del C++
- Standard Template Library